# ヘンダーソン・フォーサイス
ヘンダーソン・フォーサイス（Henderson Forsythe、1917年9月11日 – 2006年4月17日）は、アメリカ合衆国の俳優。ミズーリ州出身。

## 略歴
アイオワ大学で演劇を学んだ。
アメリカの昼ドラマ（ソープ・オペラ）『世界が回るときに』のデーヴィッド・スチュワート博士役として知られる。同博士役は32年の長きに渡り演じた。
1979年ミュージカル『テキサス一番の娼家』で歌とダンスを披露し、トニー賞ミュージカル部門最優秀男優賞を受賞。後にロンドンで再演している。
また、フォーサイスは、『ヴァージニア・ウルフなんかこわくない』（エドワード・オールビー原作）や『バースディ・パーティ』（ハロルド・ピンター作）に出演している。
バージニア州ウィリアムズバーグ・ランディングで死去。88歳。死因は公表されていない。

## 映画出演
- デッド・オブ・ナイト Dead of Night （1972）
- インテリア Interiors （1978）
- 新聞記者の信疑 Word of Honor （1981）
- アーカンソー物語 Crisis at Central High （1981）
- シルクウッド Silkwood （1983）
- ハロー・マイ・トレイン End of the Line （1987）
- ワン・モア・タイム Chances Are （1989）
- 裁かれた壁 アメリカ平等への闘い Separate But Equal （1991）
- FBI 男たちの闘争3 In the Line of Duty: Manhunt in the Dakotas （1991）
- 情報屋 パワープレイ Teamster Boss: The Jackie Presser Story （1992）
- スピーシーズ2 Species II （1998）